# Maďarská fotbalová reprezentace
Maďarská fotbalová reprezentace zastupuje Maďarsko v mezinárodních fotbalových soutěžích. V současnosti nemá příliš dobré výsledky, ovšem na začátku 50. letech 20. století byla maďarská reprezentace považována za nejsilnější národní tým na světě a vysloužila si přezdívku "Kouzelní Maďaři".

## Mistrovství světa
Seznam zápasů maďarské fotbalové reprezentace na MS
| Rok    | Účast                                           | Soupisky |
| ------ | ----------------------------------------------- | -------- |
| 1930   | Ne                                              | –        |
| 1934   | Vyřazeni ve čtvrtfinále Rakouskem               | Soupiska |
| 1938   | Stříbrná medaile                                | Soupiska |
| 1950   | Ne                                              | –        |
| 1954   | Stříbrná medaile                                | Soupiska |
| 1958   | Nepostoupili ze skupiny                         | Soupiska |
| 1962   | Vyřazeni ve čtvrtfinále Československem         | Soupiska |
| 1966   | Vyřazeni ve čtvrtfinále SSSR                    | Soupiska |
| 1970   | Nepostoupili z kvalifikace                      | –        |
| 1974   | Nepostoupili z kvalifikace                      | –        |
| 1978   | Nepostoupili ze skupiny                         | Soupiska |
| 1982   | Nepostoupili ze skupiny                         | Soupiska |
| 1986   | Nepostoupili ze skupiny                         | Soupiska |
| 1990   | Nepostoupili z kvalifikace                      | –        |
| 1994   | Nepostoupili z kvalifikace                      | –        |
| 1998   | Nepostoupili z kvalifikace                      | –        |
| 2002   | Nepostoupili z kvalifikace                      | –        |
| 2006   | Nepostoupili z kvalifikace                      | –        |
| 2010   | Nepostoupili z kvalifikace                      | –        |
| 2014   | Nepostoupili z kvalifikace                      | –        |
| 2018   | Nepostoupili z kvalifikace                      | –        |
| 2022   | Nepostoupili z kvalifikace                      | –        |
| Celkem | účast – 9× zlato – 0×, stříbro – 2×, bronz – 0× |          |

## Mistrovství Evropy
Seznam zápasů maďarské fotbalové reprezentace na Mistrovství Evropy
| Rok    | Účast                                           | Soupisky |
| ------ | ----------------------------------------------- | -------- |
| 1960   | Nepostoupili z kvalifikace                      | –        |
| 1964   | Bronzová medaile                                | Soupiska |
| 1968   | Nepostoupili z kvalifikace                      | –        |
| 1972   | Prohra v zápase o bronz s Belgií                | Soupiska |
| 1976   | Nepostoupili z kvalifikace                      | –        |
| 1980   | Nepostoupili z kvalifikace                      | –        |
| 1984   | Nepostoupili z kvalifikace                      | –        |
| 1988   | Nepostoupili z kvalifikace                      | –        |
| 1992   | Nepostoupili z kvalifikace                      | –        |
| 1996   | Nepostoupili z kvalifikace                      | –        |
| 2000   | Nepostoupili z kvalifikace                      | –        |
| 2004   | Nepostoupili z kvalifikace                      | –        |
| 2008   | Nepostoupili z kvalifikace                      | –        |
| 2012   | Nepostoupili z kvalifikace                      | –        |
| 2016   | Vyřazeni v osmifinále Belgií                    | Soupiska |
| 2020   | Nepostoupili ze skupiny                         | Soupiska |
| 2024   | Nepostoupili ze skupiny                         | Soupiska |
| Celkem | účast – 5× zlato – 0×, stříbro – 0×, bronz – 1× |          |

## Historie
První zápas sehráli Maďaři proti Rakousku už v roce 1902. Největší úspěchy však přišly v období před a po 2. světové válce. Na MS 1938 se dokázali Maďaři dostat až do finále, kde však podlehli výsledkem 4:2 Itálii.
Zlatá éra maďarského fotbalu však přišla až na začátku 50. let, kdy se do maďarského týmu dostali hráči jako Ferenc Puskás, Sándor Kocsis nebo Nándor Hidegkuti. Maďarsko vyhrálo fotbalový turnaj na Olympijských hrách v roce 1952 a v roce 1953 jako první tým dokázal porazit Anglii na jejím hřišti ve Wembley výsledkem 6:3. V odvetě o rok později Maďaři rozstříleli Anglii 7:1. Právem byla maďarská reprezentace považována za největšího favorita Mistrovství světa ve fotbale 1954. Maďaři svoji reputaci potvrzovali a bez větších problémů postoupili do finále, kde proti nim stála reprezentace Západního Německa, kterou v předchozím průběhu turnaje Maďarsko porazilo 8:3. Ve finále Maďarsko už po osmi minutách vedlo 2:0, ovšem Němci předvedli ve zbytku zápasu slavný obrat na 3:2, který byl následně nazván Bernským zázrakem. Tím skončila také série 33 zápasů Maďarů bez porážky v letech 1950–1954.
Na následujícím mistrovství světa Maďaři skončili už v základní skupině. Největším úspěchem maďarského fotbalu od roku 1954 tak jsou vítězství na Olympiádě v letech 1964 a 1968. Na MS se Maďaři dostali nejdále do čtvrtfinále v letech 1962 a 1966. Další účasti na MS 1978, 1982 a prozatím posledního MS v roce 1986 skončily neúspěchem už v základní skupině. Na Mistrovství Evropy se Maďarsko dostalo dvakrát – v roce ME 1964 skončilo třetí a v roce 1972 čtvrté.
V poslední době byli Maďaři nejblíže postupu v kvalifikaci na EURO 2004, kdy ještě dva zápasy před koncem kvalifikační skupiny bylo jen 2 body od 2. místa zajišťujícího baráž, ovšem po prohrách s Polskem a Lotyšskem skončilo Maďarsko v pětičlenné skupině čtvrté.
V roce 2022 v Lize národů šokovali Evropu tím, že dvakrát porazili Anglii (v Puskás aréně 1:0, na Molineux Stadium 4:0) a také remízou s Německem 1:1, čímž po čtyřech zápasech vedou „skupinu smrti“.

## Maďarští fotbalisté na olympijských hrách 1968, Mexico City
Na olympijském turnaji v Mexiku hrálo 16 družstev. Účastníci byli rozlosováni do čtyř skupin, z každé první dvě země postoupily do čtvrtfinále, od něhož se hrálo vyřazovacím způsobem.
Maďarsko reprezentovali: Károly Fatér, Dezső Novák, Lajos Drestyák Dunai, Miklós Páncsics, Iván Menczel, Lajos Szücs, László Fazekas, Antal Dunai, László Nagy, Ernö Noskó, István Juhász, Lajos Kocsis, István Básti, László Keglovich, Gábor Sárközi, Miklós Szalai, Zoltán Szarka. Maďarsko vyhrálo skupinu C:
- 13. října, Guadalajara – skupina C: Maďarsko – Salvador 4:0 (1:0)
- 15. října, Guadalajara – skupina C: Maďarsko – Ghana 2:2 (2:2)
- 17. října, Guadalajara – skupina C: Maďarsko – Izrael 2:0 (1:0)
- 20. října, Guadalajara – čtvrtfinále: Maďarsko – Guatemala 1:0
- 22. října, Mexico City – semifinále: Maďarsko – Japonsko 5:0
- 26. října, Mexico City – finále: Maďarsko – Bulharsko 4:1.

Celkové pořadí: 1. Maďarsko, 2. Bulharsko, 3. Japonsko, 4. Mexiko

## Maďarští fotbalisté na olympijských hrách 1972, Mnichov
Na olympijském turnaji v Mnichově hrálo 16 družstev. Účastníci byli rozlosováni do čtyř skupin, z každé první dvě země postoupily do druhého kola. Ze dvou semifinálových skupin vzešli vítězové hrající finále, druzí ve skupinách hráli o bronzové medaile.
Maďarsko reprezentovali: István Géczi, Péter Vépi, Miklós Páncsics, Péter Juhász, Lajos Szücs, Mihály Kozma, Antal Dunai, Lajos Kü, Béla Várady, Ede Dunai, László Bálint, Lajos Kocsis, Kálmán Tóth, József Kovács, László Branikovits, Csaba Vidáts, Ádám Rothermel. Maďarsko vyhrálo skupinu C:
- 27. srpen, Norimberk – skupina C: Írán – Maďarsko 0:5 (0:1)
- 29. srpen, Mnichov – skupina C: Maďarsko – Brazílie 2:2 (1:0)
- 31. srpen, Augsburg – skupina C: Dánsko – Maďarsko 0:2 (0:1)

- 3. září, Pasov – semifinálová skupina 2: Maďarsko – NDR 2:0 (0:0)
- 6. září, Řezno – semifinálová skupina 2: NSR – Maďarsko 1:4 (1:2)
- 8. září, Norimberk – semifinálová skupina 2: Maďarsko – Mexiko 2:0 (1:0).

- 10. září, Mnichov – finále: Polsko – Maďarsko 2:1 (0:1).

Celkové pořadí: 1. Polsko, 2. Maďarsko, 3. SSSR a NDR (zápas o 3. místo skončil i po prodloužení nerozhodně, oba týmy získaly bronzové medaile).